# 通過儀禮
通過儀禮(轉移儀式)（Rite of passage）是一种在个体离开一个群体并进入另一个群体时出现的仪式或仪典。它会带来社會地位的显著变化。文化人类学中，这个概念源自阿诺尔德·范热内普于1909年的《过渡礼仪》（法語：Les rites de passage）一书中提出的法语词汇 。
例如，表示一個人從生命中的一個階段進入另一個階段出生、成年、結婚和死亡的過程中就往往存在通過儀禮，中華文化的四禮亦可类比。

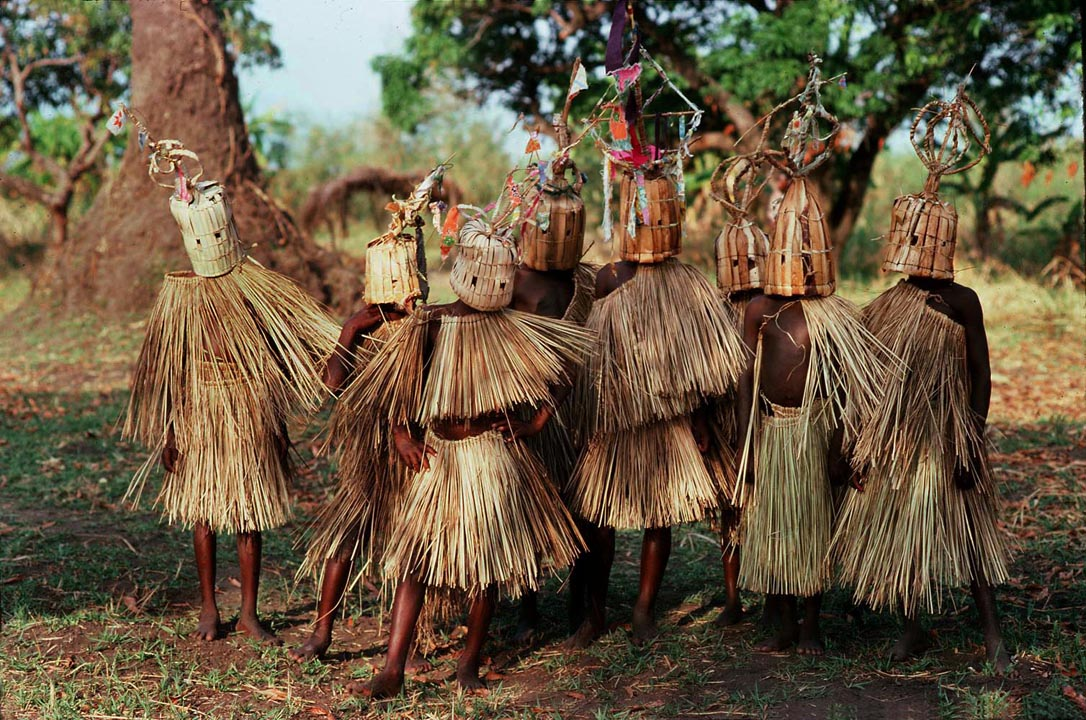
马拉维一个部落的男孩们在进行加入仪式，这标志他们由儿童过渡至成人，在他们之中的每个亚群体都有各自不同的服饰及期望

## 书目
- Van Gennep, Arnold. . Paris: Émile Nourry. 1909 （法语）.